# Continamo (Amazonas)
Pour les articles homonymes, voir Continamo.
Continamo est une localité de la paroisse civile de Marawaka dans la municipalité d'Alto Orinoco dans l'État d'Amazonas au Venezuela, sur le río Continamo.